# Římskokatolická farnost Lipůvka
Římskokatolická farnost Lipůvka je územní společenství římských katolíků v tišnovském děkanství s farním kostelem sv. Cecílie.

## Území farnosti
- Lipůvka – farní kostel svaté Cecílie
- Lažany
- Nuzířov
- Svinošice

## Historie farnosti
Současný kostel v Lipůvce je již třetím v historii. Původní kostel svatého Klimenta stál již ve 13. století západně od vesnice. V roce 1787 byl tento kostel zrušen výnosem na základě reforem Josefa II. a v roce 1793 byl pak stržen „z důvodů veřejného bezpečí“.
Poblíž cesty do Lažan stával v Lipůvce kostel či kaple sv. Cecilie, o němž je první zmínka z roku 1655. Tento kostel trpěl v osmnáctém století vlhkem, jeho základy byly ohroženy vodou. Po dlouhých průtazích bylo nakonec rozhodnuto stavět kostel nový, na jiném (současném) místě.
Dnešní kostel sv. Cecílie v Lipůvce se začal stavět v roce 1749 a následujícího roku byl dokončen. Kvůli velkému počtu účastníků bohoslužeb byl v závěru 19. století rozšířen (posvěcen byl 13. listopadu 1881).

## Duchovní správci
Od 1. srpna 2014 byl jako administrátor excurrendo ustanoven R. D. Mgr. Jindřich Kotvrda, kaplan v Řečkovicích. K 1. srpnu 2017 byl novým farářem ustanoven R. D. Mgr. Václav Knotek.

## Bohoslužby
| Kostel               | Místo   | Bohoslužba (den) | Hodina | Poznámka     |
| -------------------- | ------- | ---------------- | ------ | ------------ |
| kostel svaté Cecílie | Lipůvka | neděle           | 10.00  | farní kostel |

## Duchovní pocházející z farnosti
Rodákem z Lipůvky byl 12. brněnský biskup Karel Skoupý.

## Aktivity ve farnosti
Dnem vzájemných modliteb farností za bohoslovce a bohoslovců za farnosti brněnské diecéze je 5. únor. Adorační den připadá na 20. října.
Na území farnosti se koná Tříkrálová sbírka. Při sbírce v roce 2016 se vybralo v Lažanech 7 239 korun, v Nuzířově 2 707 korun a ve Svinošicích 9 836 korun. O rok později činil výtěžek sbírky v Lipůvce 32 230 korun, v Lažanech 7 889 korun, v Nuzířově 3 404 korun a ve Svinošicích 9 716 korun.